# Černeča Hora
Il Monastero di San Nicola a Černeča Hora (in ucraino Свято-Миколаївський Мукачівський жіночий монастир?, Svjato-Mykolaïvs'kyj Mukačivs'kyj žinočyj monastyr) è un monastero della Chiesa ortodossa ucraina (Patriarcato di Mosca) che sorge nelle vicinanze di Mukačevo, nell'oblast' della Transcarpazia in Ucraina. È un monastero femminile e rientra nella giurisdizione dell'eparchia di Mukačevo e Užhorod.

## Storia
La data di fondazione esatta è sconosciuta: si ritiene che sia stato fondato nella seconda metà dell'XI secolo. Nel XIV secolo il monastero era sotto la protezione di Teodor Koriatovič, duca di Podolia. Nel 1491 divenne sede dell'eparchia di Mukačevo, diocesi ortodossa che aveva giurisdizione sull'intera Rutenia subcarpatica. Nel 1537, il monastero subì un incendio durante una guerra, ma l'imperatore Ferdinando permise la sua ricostruzione. Dopo l'Unione di Užhorod del 1646, il monastero passò ai monaci basiliani della Chiesa greco-cattolica rutena. Da allora l'archimandrita del monastero fungeva anche da superiore generale dell'ordine. La residenza episcopale fu traslata a Mukačevo nel 1751, ma il monastero rimase la casa centrale dei monaci basiliani. La chiesa di San Nicola fu costruita fra il 1798 e il 1804 in stile neoclassico. Nel 1862 un altro incendio provocò ingenti danni, ma il monastero fu ricostruito in tre anni.
Il monastero ospitava una scuola e una biblioteca che divennero importanti per la vita culturale e religiosa della regione. Riuscì anche a mantenere contatti con le Chiese ortodosse dei Balcani e dell'Europa orientale. L'igumeno Anatol Kralyc'kyj fu un insigne scrittore ruteno del XIX secolo.
Negli anni 1920, il monastero fu ristrutturato. Nel 1926 papa Pio XI donò al monastero una preziosa effigie della Madre di Dio del 1453. Da allora il monastero, come santuario mariano, fu visitato da molti pellegrini.
Nel 1946 le autorità sovietiche liquidarono la Chiesa greco-cattolica rutena: il monastero fu requisito e trasformato in un monastero ortodosso. Nessun monaco accettò la conversione all'ortodossia e furono tutti esiliati. La collezione di 6 000 libri e manoscritti rari e gli archivi del monastero furono trasferiti nei musei e negli archivi statali. Il monastero fu trasformato in convento per le suore ortodosse provenienti da altri conventi chiusi dai sovietici.
L'eparchia cattolica di Mukačevo attende la sua restituzione ai monaci basiliani.